# Trainspotting (hobby)

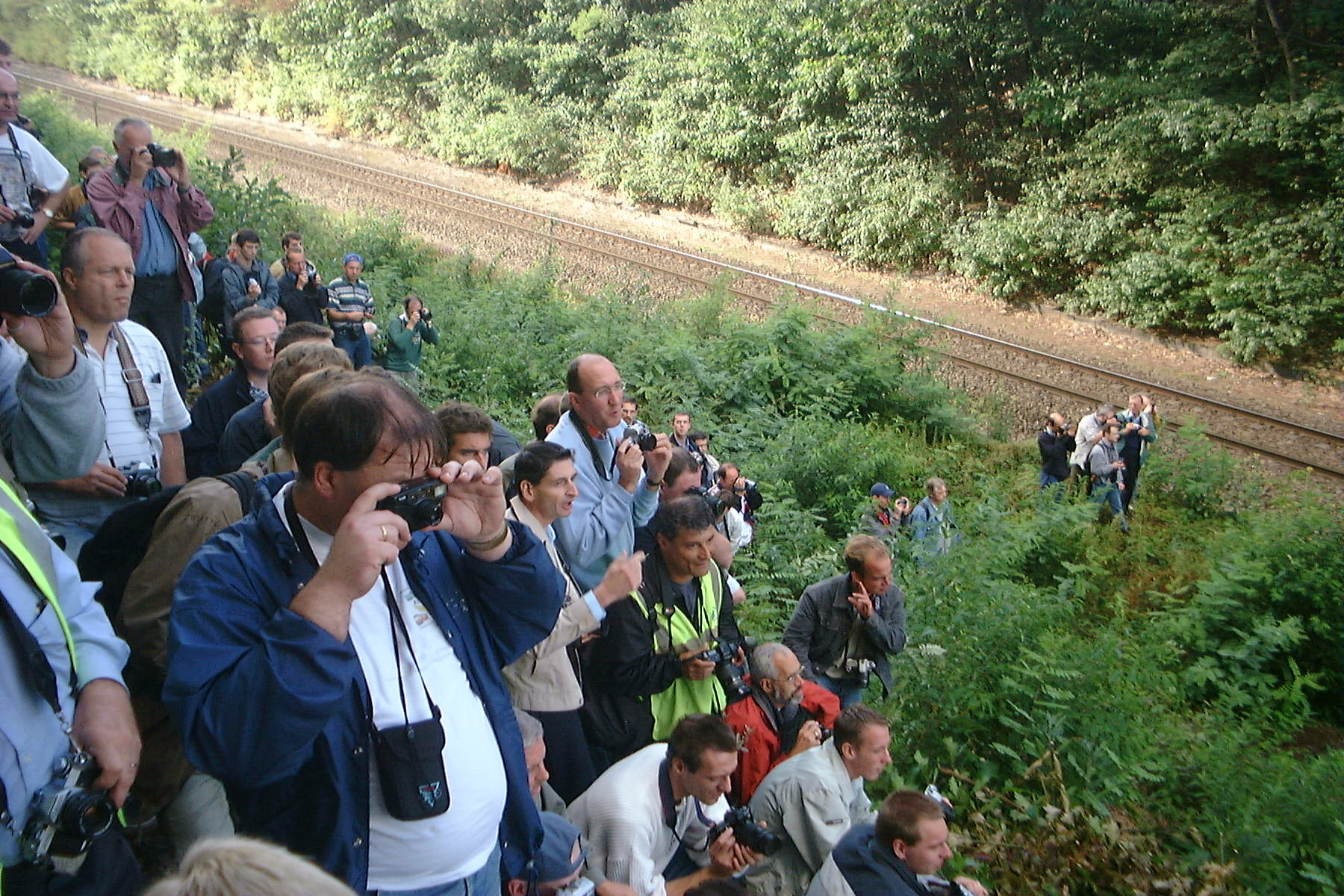
Tågskådare i Belgien

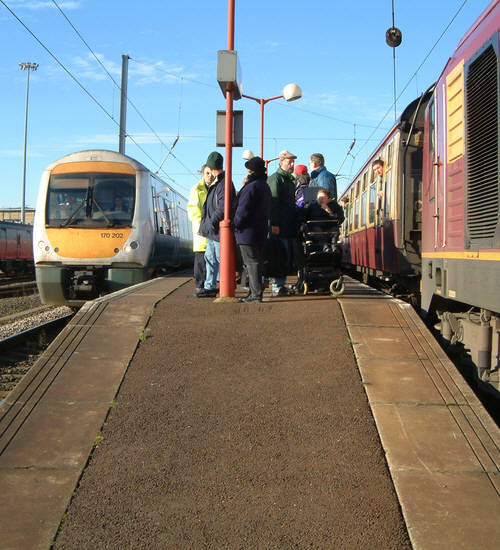
Trainspottning på Norwich järnvägsstation, Norwich, England.

Trainspotting, eller tågskådning, är en hobby som går ut på att besöka järnvägsstationer eller stå längs banor och fotografera och skriva upp individnummer på lok och vagnar, eller bokföra tågsammansättningar.
Liknande hobbyutövning förekommer runt flygplatser för flygplan och i hamnar för fartyg.